# Zwitserland op het Eurovisiesongfestival 2017

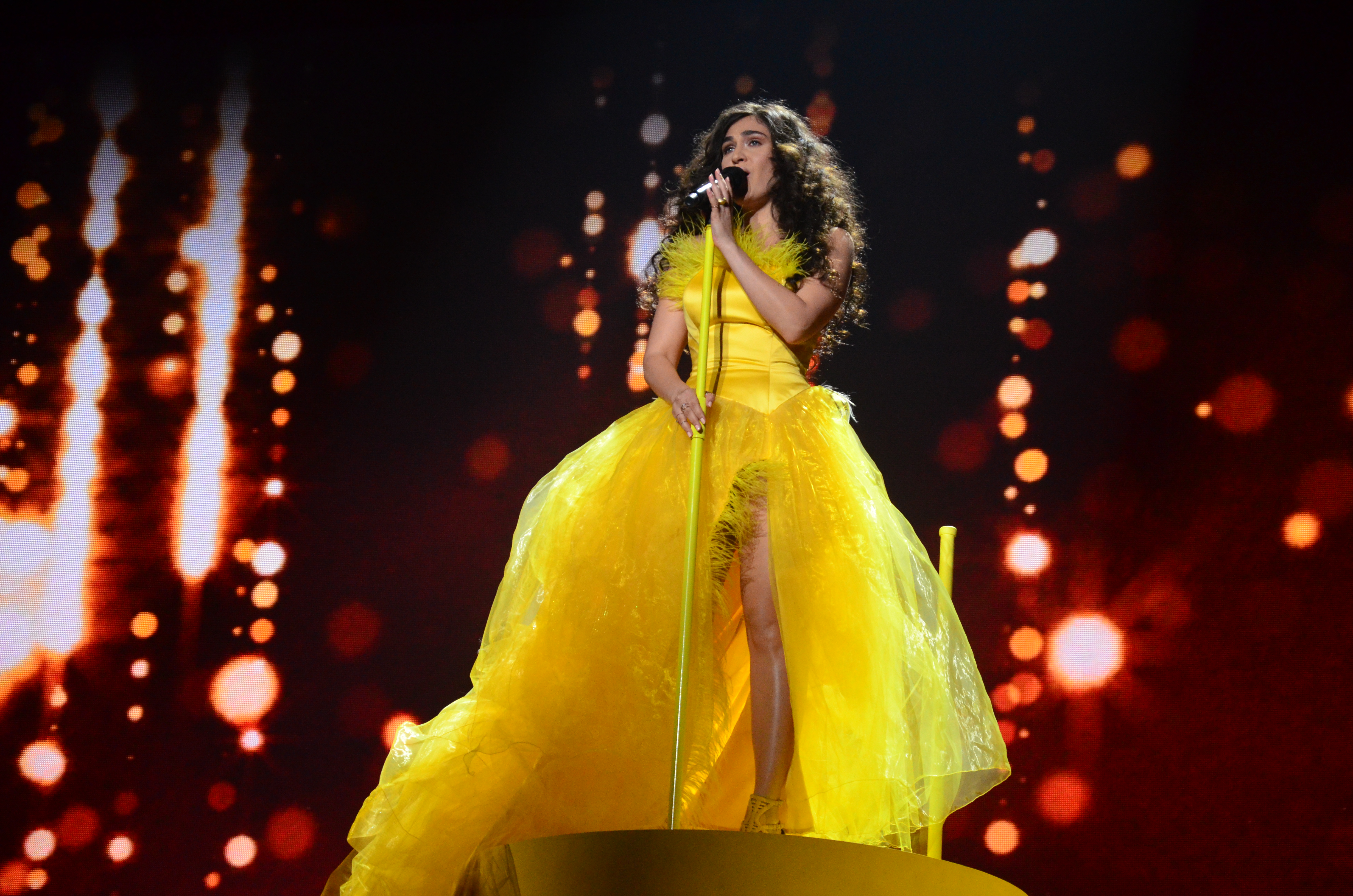
Leadzangeres Miruna van Timebelle zingt "Apollo" tijdens de tweede halve finale.

Zwitserland nam deel aan het Eurovisiesongfestival 2017 dat werd gehouden in Kiev, Oekraïne. Het was de 58ste deelname van het land op het Eurovisiesongfestival. SRG SSR was verantwoordelijk voor de Zwitserse bijdrage voor de editie van 2017.

## Selectieprocedure
Op 15 juni 2016 maakte de Zwitserse omroep bekend dat het land zou deelnemen aan het aankomende songfestival, tevens maakte de omroep de selectieprocedure bekend.
Net als de afgelopen jaren houden de Zwitsers  een nationale finale live uitgezonden vanuit Zürich. Tussen 26 september en 24 oktober konden liedjes ingezonden worden via de website van de omroep. De selectie kent enige wijzigingen ten opzichte van afgelopen jaren. Zo is het internetplatform niet meer openbaar en wordt er in de eerste fase door de drie verschillende omroepen (SRF, RTS en RSI) nu één centrale selectie gehanteerd in plaats van een voor ieder apart. De livecheck blijft wel bestaan; in de finale verdwijnt het zingen van covers.
Een jury maakt de eerste selectie uit het aanbod waarna op 4 december uit twintig kandidaten zes tot tien liedjes voor de liveshow worden geselecteerd. Daarin beslist het publiek via televoting wie Zwitserland zal vertegenwoordigen in Oekraïne. Nieuw is ook de voorwaarde dat ten minste één persoon (tekstschrijver, componist, artiest) een Zwitsers paspoort moet hebben of in Zwitserland moet wonen.
In totaal ontving de Zwitserse omroep 160 inzendingen voor de nationale finale werd dit teruggebracht tot 8 deelnemers die de strijd aangaan om het ticket naar Kiev te winnen.
De Zwitserse finale werd uiteindelijk gewonnen door de groep Timebelle  met 47,88% van de stemmen het winnende lied heeft de titel Apollo. De leadzangeres Miruna komt uit Roemenië net als Emanuel die deel uitmaakt van de band. De overige leden komen uit Zwitserland.

## Die Entscheidungsshow 2017
| Plaats | Artiest       | Lied                | Percentage |
| ------ | ------------- | ------------------- | ---------- |
| 1      | Timebelle     | Apollo              | 47.88%     |
| 2      | Nadya         | The fire in the sky | 18,02%     |
| 3      | Michèle       | Two faces           | 11,44%     |
| 4      | Ginta Biku    | Cet air là          | 8,31%      |
| 5      | Shana Pearson | Exodus              | 7,56%      |
| 6      | Freschta      | Gold                | 6.79%      |

## In Kiev
De laatste keer dat Zwitserland in de finale stond was tijdens het 2014.
Voorafgaand aan het festival deed Timebelle verschillende Europese landen aan om hun lied en act te promoten. Mede hierdoor was het een geliefde inzending onder de songfestival fans en geloofde de bookmakers dat een finale plaats mogelijk was. In Kiev trad Timebelle aan in de tweede halve finale. Zwitserland was als veertiende van achttien landen aan de beurt.
Bij het bekendmaken van de finalisten bleek dat Zwitserland zich wederom niet had weten te plaatsen voor de finale, het land eindigde als 12de in de halve finale met 97 punten, 4 punten verwijderd van een kwalificatie.
1956 · 1957 · 1958 · 1959 · 1960 · 1961 · 1962 · 1963 · 1964 · 1965 · 1966 · 1967 · 1968 · 1969 · 1970 · 1971 · 1972 · 1973 · 1974 · 1975 · 1976 · 1977 · 1978 · 1979 · 1980 · 1981 · 1982 · 1983 · 1984 · 1985 · 1986 · 1987 · 1988 · 1989 · 1990 · 1991 · 1992 · 1993 · 1994 · 1995 · 1996 · 1997 · 1998 · 1999 · 2000 · 2001 · 2002 · 2003 · 2004 · 2005 · 2006 · 2007 · 2008 · 2009 · 2010 · 2011 · 2012 · 2013 · 2014 · 2015 · 2016 · 2017 · 2018 · 2019 · 2020 · 2021 · 2022 · 2023 · 2024 · 2025
Albanië · Armenië · Australië · Azerbeidzjan · België · Bulgarije · Cyprus · Denemarken · Duitsland · Estland · Finland · Frankrijk · Georgië · Griekenland · Hongarije · Ierland · IJsland · Israël · Italië · Kroatië · Letland · Litouwen · Macedonië · Malta · Moldavië · Montenegro · Nederland · Noorwegen · Oekraïne · Oostenrijk · Polen · Portugal · Roemenië · San Marino · Servië · Slovenië · Spanje · Tsjechië · Verenigd Koninkrijk · Wit-Rusland · Zweden · Zwitserland